# Lijst van inwonersbenamingen naar plaats- of streeknaam in Nederland
Hieronder volgt een niet-uitputtende lijst van plaatsen, streken, gebieden of eilanden in Nederland en diens inwonersbenamingen, met de bijbehorende bijvoeglijke naamwoorden (adjectieven).
| Plaats- of streeknaam      | Ook bekend als                              | Inwonersbenaming                              | Bijvoeglijk naamwoord              | Opmerking                                                            |
| -------------------------- | ------------------------------------------- | --------------------------------------------- | ---------------------------------- | -------------------------------------------------------------------- |
| Aalsmeer                   |                                             | Aalsmeerder                                   | Aalsmeers, Aalsmeerder             |                                                                      |
| Aalten (dorp)              |                                             | Aaltenaar                                     | Aaltens                            | Tevens gemeente                                                      |
| De Achterhoek              |                                             | Achterhoeker                                  | Achterhoeks                        | Landstreek in Gelderland                                             |
| Alblasserdam               |                                             | Alblasserdammer                               | Alblasserdams                      |                                                                      |
| Alkmaar                    | Hollands Kaasstad                           | Alkmaarder                                    | Alkmaars, Alkmaarder               |                                                                      |
| Almelo                     |                                             | Almeloër                                      | Almeloos                           |                                                                      |
| Almere                     |                                             | Almeerder                                     | Almeers                            |                                                                      |
| Alphen (Noord-Brabant)     |                                             | Alphenaar                                     | Alphens                            | Dorp in de gemeente Alphen-Chaam                                     |
| Alphen (Gelderland)        | Alphen aan de Maas                          | Alphenaar                                     | Alphens                            | Dorp in de gemeente West Maas en Waal                                |
| Alphen aan den Rijn        | Alphen a/d Rijn                             | Alphenaar                                     | Alphens                            | Tevens gemeente                                                      |
| Ameland                    | It Amelân                                   | Amelander                                     | Amelands, Amelander                | Fries waddeneiland                                                   |
| Amersfoort                 | Keistad                                     | Amersfoorter, Amersfoorder                    | Amersfoorts                        |                                                                      |
| Amstelveen                 |                                             | Amstelvener                                   | Amstelveens                        |                                                                      |
| Amsterdam                  | 020                                         | Amsterdammer                                  | Amsterdams, Amsterdammer           |                                                                      |
| Apeldoorn                  | 050                                         | Apeldoornaar, Apeldoorner, Apeldorenaar       | Apeldoorns                         |                                                                      |
| Appingedam                 | Daam                                        | Appingedammer                                 | Appingedams, Appingedammer         |                                                                      |
| Arnhem                     |                                             | Arnhemmer                                     | Arnhems, Arnhemmer                 |                                                                      |
| Assebroek                  |                                             | Assebroekenaar                                | Assebroek                          |                                                                      |
| Assel (Nederland)          |                                             | Asselaar                                      | Assels                             |                                                                      |
| Assen                      |                                             | Assenaar, Asser                               | Assens, Asser                      |                                                                      |
| Asten (plaats)             |                                             | Astenaar                                      | Astens                             | Tevens gemeente                                                      |
| Axel                       | Aksel                                       | Axelaar                                       | Axels                              | Stad in Zeeuws-Vlaanderen                                            |
| Baarn                      |                                             | Baarnaar, Barenaar, Barinees                  | Baarns                             |                                                                      |
| Barendrecht                |                                             | Barendrechter                                 | Barendrechts                       |                                                                      |
| Barneveld                  |                                             | Barnevelder                                   | Barnevelds, Barnevelder            |                                                                      |
| Beek (Limburg)             |                                             | Bekenaar                                      | Beeks                              | Tevens gemeente                                                      |
| Beilen                     |                                             | Beilenaar, Beiler                             | Beilens, Beiler                    |                                                                      |
| Bemmel                     |                                             | Bemmelaar                                     | Bemmels, Bemmeler                  |                                                                      |
| Bergen (Limburg)           |                                             | Bergenaar                                     | Bergens, Bergs                     |                                                                      |
| Bergen (Noord-Holland)     |                                             | Bergenaar                                     | Bergens, Berger                    |                                                                      |
| Bergen op Zoom             |                                             | Bergenaar                                     | Bergs, Bergen-op-Zooms             |                                                                      |
| Best                       |                                             | Bestenaar                                     | Bests, Bester                      |                                                                      |
| De Betuwe                  |                                             | Betuwenaar                                    | Betuws, Betuwer                    | Landstreek in Gelderland                                             |
| Beuningen                  |                                             | Beuninger                                     | Beunings                           |                                                                      |
| Beverwijk                  |                                             | Beverwijker                                   | Beverwijks, Beverwijker            |                                                                      |
| De Bilt                    |                                             | Biltenaar                                     | Bilts                              |                                                                      |
| Blaricum                   |                                             | Blaricummer                                   | Blaricums, Blaricummer             |                                                                      |
| Bloemendaal                |                                             | Bloemendaler                                  | Bloemendaals                       |                                                                      |
| Bodegraven                 |                                             | Bodegravenaar                                 | Bodegravens                        |                                                                      |
| Borculo                    |                                             | Borculoër                                     | Borculoos                          |                                                                      |
| Borger (Nederland)         |                                             | Borgenaar, Borgerder                          | Borgers                            |                                                                      |
| Born (Nederland)           |                                             | Border                                        | Borns, Borner                      |                                                                      |
| Borne (Overijssel)         |                                             | Bornaar, Borrenaar                            | Borns, Borner                      |                                                                      |
| Borssele                   |                                             | Borsselaar                                    | Borssels                           |                                                                      |
| Boskoop                    |                                             | Boskopenaar, Boskoper                         | Boskoops                           |                                                                      |
| Boxmeer                    |                                             | Boxmeerder                                    | Boxmeers                           |                                                                      |
| Boxtel                     |                                             | Boxtelaar, Boxelaar                           | Boxtels                            |                                                                      |
| Brakel                     |                                             | Brakelaar                                     | Brakels                            | Dorp in de gemeente Zaltbommel                                       |
| Breda                      |                                             | Bredanaar, Bredaënaar, Bredaër                | Bredaas                            |                                                                      |
| Breukelen                  |                                             | Breukelaar                                    | Breukels                           |                                                                      |
| Brummen                    |                                             | Brummenaar                                    | Brummens, Brummer                  |                                                                      |
| Brunssum                   |                                             | Brunssumer                                    | Brunssums                          |                                                                      |
| Bunnik                     |                                             | Bunniker, Bunnikenees                         | Bunniks                            |                                                                      |
| Bunschoten                 |                                             | Bunschoter                                    | Bunschotens, Bunschoter            |                                                                      |
| Bussum                     |                                             | Bussumer                                      | Bussums, Bussumer                  |                                                                      |
| Capelle aan den IJssel     | Capelle a/d IJssel                          | Capellenaar                                   | Capels                             |                                                                      |
| Coevorden                  |                                             | Coevordenaar                                  | Coevords, Coevorder                |                                                                      |
| Cuijk                      |                                             | Cuijkenaar                                    | Cuijks                             |                                                                      |
| Culemborg                  |                                             | Culemborger                                   | Culemborgs                         |                                                                      |
| Dalfsen                    |                                             | Dalfsenaar, Dalfser                           | Dalfsens, Dalfser                  |                                                                      |
| Delft                      |                                             | Delftenaar, Delvenaar                         | Delfts                             |                                                                      |
| Delfzijl                   |                                             | Delfzijler                                    | Delfzijls                          |                                                                      |
| Denekamp                   |                                             | Denekamper                                    | Denekamps                          |                                                                      |
| Deurne                     |                                             | Deurnenaar, Deurnaar, Deurenaar               | Deurns, Deurens                    |                                                                      |
| Deventer                   |                                             | Deventenaar                                   | Deventers, Deventer                |                                                                      |
| Didam                      |                                             | Didammer                                      | Didams                             |                                                                      |
| Diemen                     |                                             | Diemenaar, Diemenees                          | Diemens, Diemer                    |                                                                      |
| Diepenveen                 |                                             | Diepenvener                                   | Diepenveens, Diepenvener           |                                                                      |
| Doesburg                   |                                             | Doesburger                                    | Doesburgs, Doesburger              |                                                                      |
| Doetinchem                 |                                             | Doetinchemmer                                 | Doetinchems                        |                                                                      |
| Dokkum                     |                                             | Dokkumer                                      | Dokkums, Dokkumer                  |                                                                      |
| Dongen                     |                                             | Dongenaar                                     | Dongens                            |                                                                      |
| Doorn                      |                                             | Doornaar, Dorenaar                            | Doorns                             |                                                                      |
| Dordrecht                  | Dordt                                       | Dordrechtenaar, Dordtenaar                    | Dordrechts, Dordts                 |                                                                      |
| Drachten                   |                                             | Drachtenaar                                   | Drachtens, Drachter, Drachtster    |                                                                      |
| Driebergen                 |                                             | Driebergenaar                                 | Driebergs                          |                                                                      |
| Dronten                    |                                             | Drontenaar                                    | Drontens, Dronter                  |                                                                      |
| Drunen                     |                                             | Drunenaar                                     | Drunens                            |                                                                      |
| Druten                     |                                             | Drutenaar                                     | Drutens                            |                                                                      |
| Duinkerken (Gelderland)    |                                             | Duinkerkenaar                                 | Duinkerk(en)s, Duinkerker          |                                                                      |
| Duiveland (gemeente)       |                                             | Duivelander                                   | Duivelands                         | Tevens deel van Zeeland                                              |
| Duiven                     |                                             | Duivenaar                                     | Duivens                            |                                                                      |
| Echt (Limburg)             |                                             | Echtenaar                                     | Echts, Echter                      |                                                                      |
| Edam                       |                                             | Edammer                                       | Edams, Edammer                     |                                                                      |
| Ede                        |                                             | Edenaar                                       | Edes, Eder                         |                                                                      |
| Eemland                    |                                             | Eemlander                                     | Eemlands, Eemlander                | Landstreek in de provincie Utrecht                                   |
| Eersel (plaats)            |                                             | Eerselaar                                     | Eersels                            | Tevens gemeente                                                      |
| Egmond                     |                                             | Egmonder                                      | Egmonds, Egmonder                  |                                                                      |
| Eibergen                   |                                             | Eibergenaar, Eiberger                         | Eibergs                            |                                                                      |
| Eijsden (plaats)           |                                             | Eijsdenaar                                    | Eijsdens                           | Tevens voormalige gemeente                                           |
| Eindhoven                  |                                             | Eindhovenaar                                  | Eindhovens                         |                                                                      |
| Elburg                     |                                             | Elburger                                      | Elburgs                            |                                                                      |
| Elst                       |                                             | Elstenaar                                     | Elsts, Elster                      |                                                                      |
| Emmen                      |                                             | Emmenaar, Emder                               | Emmens, Emmer                      |                                                                      |
| Enkhuizen                  |                                             | Enkhuizer                                     | Enkhuizens, Enkhuizer              |                                                                      |
| Enschede                   |                                             | Enschedeër                                    | Enschedees                         |                                                                      |
| Epe                        |                                             | Epenaar, Eper                                 | Epes, Eper                         |                                                                      |
| Ermelo                     |                                             | Ermeloër                                      | Ermeloos                           |                                                                      |
| Essen                      |                                             | Essenaar                                      | Essens                             | Gehucht in de gemeente Haren                                         |
| Etten-Leur                 |                                             | Etten-Leurder                                 | Etten-Leurs                        |                                                                      |
| Franeker                   | Frjentsjer                                  | Franeker                                      | Franekers, Franeker                | (Friesland)                                                          |
| Geldermalsen               |                                             | Geldermalsenaar                               | Geldermalsens                      |                                                                      |
| Geldrop                    |                                             | Geldroppenaar, Geldropper                     | Geldrops                           |                                                                      |
| Geleen                     |                                             | Geleender, Gelener                            | Geleens, Geleender, Gelener        |                                                                      |
| Gemert                     |                                             | Gemertenaar                                   | Gemerts                            | Dorp in de gemeente Gemert-Bakel                                     |
| Gendringen                 |                                             | Gendringer                                    | Gendrings, Gendringer              |                                                                      |
| Gennep                     |                                             | Gennepenaar, Genneper                         | Genneps                            |                                                                      |
| Gilze en Rijen             | Gilze-Rijen                                 | Gilzenaar/Rijenaar                            | Gils/Rijens                        |                                                                      |
| Goedereede                 | Goeree                                      | Goereeër                                      | Goerees, Goereese                  |                                                                      |
| Goes                       |                                             | Goesenaar                                     | Goes                               |                                                                      |
| Goirle                     | Gòòl                                        | Goirlenaar                                    | Goirles                            | Tevens gemeente                                                      |
| Gooi                       | 't Gooi                                     | Gooier                                        | Goois                              | Landstreek                                                           |
| Het Gooi                   |                                             | Gooilander                                    | Gooilands                          | Landstreek                                                           |
| Gorinchem                  | Gorkum                                      | Gorkumer                                      | Gorkums                            |                                                                      |
| Gorssel                    |                                             | Gorsselaar                                    | Gorssels                           | Dorp in de gemeente Lochem                                           |
| Gouda                      | Kaasstad                                    | Gouwenaar                                     | Gouds                              |                                                                      |
| 's-Gravenhage              | Den Haag, Hofstad                           | Hagenaar, 's-Gravenhagenaar, Hagenees         | Haags, 's-Gravenhaags              |                                                                      |
| 's-Gravenzande             |                                             | 's-Gravenzander                               | 's-Gravenzands                     |                                                                      |
| Groesbeek                  |                                             | Groesbekenaar, Groesbeker                     | Groesbeeks                         | Dorp in de gemeente Berg en Dal                                      |
| Groningen                  | Stad, Groot Loug, Grunnen                   | Groninger, Stadjer                            | Gronings, Groninger                |                                                                      |
| Haaksbergen                |                                             | Haaksbergenaar, Haaksberger                   | Haaksbergs                         |                                                                      |
| Haarlem                    |                                             | Haarlemmer                                    | Haarlems, Haarlemmer               |                                                                      |
| De Haarlemmermeer          |                                             | Haarlemmermeerder                             | Haarlemmermeers                    |                                                                      |
| het Hageland               |                                             | Hagelander                                    | Hagelands                          | Landstreek                                                           |
| Halle                      |                                             | Hallenaar                                     | Hals                               | Dorp in de gemeente Bronckhorst                                      |
| Halsteren                  | Altere                                      | Halternaar                                    | Halters                            | Dorp in de gemeente Bergen op Zoom                                   |
| Den Ham                    |                                             | Hammenaar, Hammer                             | Hams, Hammer                       |                                                                      |
| Hardenberg                 |                                             | Hardenberger                                  | Hardenbergs                        |                                                                      |
| Harderwijk                 |                                             | Harderwijker                                  | Harderwijks, Harderwijker          |                                                                      |
| Hardinxveld                |                                             | Hardinxvelder                                 | Hardinxvelds                       |                                                                      |
| Haren                      |                                             | Harenaar                                      | Harens, Harener, Harender          |                                                                      |
| Harlingen                  | Harns                                       | Harlinger                                     | Harlings, Harlinger                | (Friesland)                                                          |
| Hattem                     |                                             | Hattemer                                      | Hattems, Hattemer                  |                                                                      |
| Heemskerk                  |                                             | Heemskerker                                   | Heemskerks, Heemskerker            |                                                                      |
| Heemstede                  |                                             | Heemstedenaar, Heemsteder                     | Heemsteeds, Heemsteder             |                                                                      |
| Heerde (plaats)            |                                             | Heerdenaar, Heerder                           | Heerds, Heerder                    | Tevens gemeente                                                      |
| Heerenveen                 | It Hearrenfean, Fean                        | Heerenvener                                   | Heerenveens, Heerenvener           | (Friesland)                                                          |
| Heerhugowaard              |                                             | Heerhugowaarder                               | Heerhugowaards                     |                                                                      |
| Heerlen                    |                                             | Heerlenaar                                    | Heerlens, Heerler                  |                                                                      |
| Heiloo                     |                                             | Heilooënaar, Heilooër                         | Heiloos, Heilooër                  |                                                                      |
| Helden                     |                                             | Heldenaar                                     | Heldens                            | Tevens voormalige gemeente                                           |
| Den Helder                 |                                             | Heldernaar, Jutter, Nieuwedieper              | Helders                            |                                                                      |
| Hellendoorn                |                                             | Hellendoornaar, Hellendoorner, Hellendorenaar | Hellendoorns, Helders              |                                                                      |
| Hellevoetsluis             |                                             | Helvoeter                                     | Hellevoetsluis                     |                                                                      |
| Helmond                    |                                             | Helmondenaar, Helmonder, Helmonter            | Helmonds                           |                                                                      |
| Hendrik-Ido-Ambacht        |                                             | Ambachter                                     |                                    |                                                                      |
| Hengelo                    |                                             | Hengeloër                                     | Hengeloos                          |                                                                      |
| 's-Hertogenbosch           | Den Bosch                                   | Bosschenaar                                   | Bosch, Bossche                     |                                                                      |
| Heumen                     |                                             | Heumenaar                                     | Heumens                            | Tevens gemeente                                                      |
| Heusden                    |                                             | Heusdenaar                                    | Heusdens                           | Vestingstad in de gemeente Heusden                                   |
| Hillegom                   |                                             | Hillegommer                                   | Hillegoms, Hillegommer             |                                                                      |
| Hilversum                  | Mediastad                                   | Hilversummer                                  | Hilversums, Hilversummer           |                                                                      |
| Hoensbroek                 | Gebrook                                     | Hoensbroeker                                  | Hoensbroeks                        | Dorp in de gemeente Heerlen                                          |
| Hoogeveen                  |                                             | Hoogevener                                    | Hoogeveens                         |                                                                      |
| Hoogezand                  |                                             | Hoogezander, Hoogezandster                    | Hoogezands, Hoogezandster          |                                                                      |
| Hoorn                      |                                             | Horenaar, Horinees                            | Hoorns                             |                                                                      |
| Horst (Gelderland)         |                                             | Horstenaar                                    | Horsts, Horster                    | Dorp in de gemeente Ermelo                                           |
| Horst (Gilze en Rijen)     |                                             | Horstenaar                                    | Horsts, Horster                    | Dorp in de gemeente Gilze en Rijen                                   |
| Horst (Limburg)            |                                             | Horstenaar                                    | Horsts, Horster                    | Dorp in de gemeente Horst aan de Maas                                |
| Huissen                    | Huussen, Huusse                             | Huissenaar                                    | Huissens                           | Uitspraak: "Huussen", dorp in de gemeente Lingewaard                 |
| Huizen                     |                                             | Huizenaar, Huizer                             | Huizens, Huizer                    |                                                                      |
| Hulst                      |                                             | Hulstenaar                                    | Hulsts, Hulster(s)                 |                                                                      |
| IJmuiden                   |                                             | IJmuidenaar                                   | IJmuidens                          |                                                                      |
| IJsselmuiden               |                                             | IJsselmuidenaar, IJsselmuider                 | IJsselmuidens                      |                                                                      |
| IJsselstein                |                                             | IJsselsteiner                                 | IJsselsteins, IJsselsteiner        |                                                                      |
| Kampen                     |                                             | Kampenaar, Kamper                             | Kampens, Kamper                    |                                                                      |
| Katwijk                    |                                             | Katwijker                                     | Katwijks, Katwijker                |                                                                      |
| De Kempen                  |                                             | Kempenaar                                     | Kempens, Kempisch                  | Landstreek en natuurgebied in de grensstreek van Nederland en België |
| Kolham                     |                                             | Kolhamster                                    | Kolhamster                         |                                                                      |
| Koog aan de Zaan           | Koog a/d Zaan                               | Koger, Koog aan de Zaner                      | Koog aan de Zaans, Koger           | Dorp in de gemeente Zaanstad                                         |
| Kerkrade                   |                                             | Kerkradenaar                                  | Kerkraads                          |                                                                      |
| Krimpen aan den IJssel     |                                             | Krimpenaar                                    | Krimpens, Krimpener                |                                                                      |
| Laren (Gelderland)         |                                             | Laarder, Larenaar                             | Larens, Laarder                    | Tevens een gelijknamige plaats in Noord-Holland                      |
| Leek                       |                                             | Leker, Leekster                               | Leeks, Leker, Leekster             |                                                                      |
| Leerdam                    |                                             | Leerdammer                                    | Leerdams, Leerdammer               |                                                                      |
| Leeuwarden                 | 058, Liwwarden, Ljouwert                    | Leeuwarder                                    | Leeuwardens, Leeuwarder            | (Friesland)                                                          |
| Leiden                     |                                             | Leidenaar                                     | Leids                              |                                                                      |
| Leiderdorp                 |                                             | Leiderdorper                                  | Leiderdorps                        |                                                                      |
| Leidschendam               |                                             | Leidschendammer                               | Leidschendams                      |                                                                      |
| Lelystad                   |                                             | Lelystatter                                   | Lelystads                          |                                                                      |
| Leusden                    |                                             | Leusdenaar                                    | Leusdens, Leusder                  |                                                                      |
| Lichtenvoorde              |                                             | Lichtenvoorder                                | Lichtenvoords                      | Plaats in de gemeente Oost Gelre                                     |
| Lisse                      |                                             | Lissenaar, Lisser                             | Lisses, Lisser                     |                                                                      |
| Lochem                     |                                             | Lochemer                                      | Lochems, Lochemer                  |                                                                      |
| Loon op Zand               |                                             | Lonenaar                                      | Loons                              |                                                                      |
| Losser (plaats)            |                                             | Lossernaar, Lossenaar                         | Lossers                            | Dorp in de gemeente Losser                                           |
| Maarssen                   |                                             | Maarssenaar                                   | Maarssens                          |                                                                      |
| Maassluis                  |                                             | Maassluizenaar, Maassluizer                   | Maassluis                          |                                                                      |
| Maastricht                 |                                             | Maastrichtenaar                               | Maastrichts, Maastrichter          |                                                                      |
| Marken                     |                                             | Marker                                        | Marker                             |                                                                      |
| Meerssen (plaats)          |                                             | Meerssenaar                                   | Meerssens                          | Tevens gemeente                                                      |
| Meppel                     |                                             | Meppelaar, Meppeler, Meppelder                | Meppels, Meppeler                  |                                                                      |
| Middelburg                 |                                             | Middelburger                                  | Middelburgs                        |                                                                      |
| Middelharnis               |                                             | Middelharnisser                               |                                    |                                                                      |
| Mijdrecht                  |                                             | Mijdrechter                                   | Mijdrechts                         |                                                                      |
| Monster (Zuid-Holland)     |                                             | Monsteraar                                    | Monsters                           | Tevens plaats in Zeeland                                             |
| Naaldwijk                  |                                             | Naaldwijker                                   | Naaldwijks, Naaldwijker            |                                                                      |
| Naarden                    |                                             | Naardenaar, Naardenees, Naarder               | Naardens, Naarder                  |                                                                      |
| Nederweert                 |                                             | Nederweerter                                  | Nederweerts, Nederweerter          |                                                                      |
| Neerijnen                  |                                             | Neerijnenaar                                  | Neerijnens                         | Tevens gemeente                                                      |
| Nieuwegein                 |                                             | Nieuwegeiner                                  | Nieuwegeins                        |                                                                      |
| Nieuwerkerk aan den IJssel |                                             | Nieuwerkerker                                 | Nieuwerkerks                       |                                                                      |
| Nijkerk                    |                                             | Nijkerker                                     | Nijkerks, Nijkerker                |                                                                      |
| Nijmegen                   |                                             | Nijmegenaar                                   | Nijmeegs                           |                                                                      |
| Noord-Beveland             |                                             | Noord-Bevelander                              | Noord-Bevelands, Noord-Bevelander  | Landstreek en gemeente in Zeeland                                    |
| Noordwijk                  |                                             | Noordwijker                                   | Noordwijks, Noordwijker            |                                                                      |
| Noordwijkerhout            |                                             | Noordwijkerhouter                             | Noordwijkerhouts                   |                                                                      |
| Nunspeet                   |                                             | Nunspeter                                     | Nunspeets                          |                                                                      |
| Nuth                       |                                             | Nutter                                        | Nuts                               | Tevens gemeente                                                      |
| Odoorn                     |                                             | Odoornaar, Odorenaar                          | Odoorns, Odoorner                  |                                                                      |
| Oegstgeest                 |                                             | Oegstgeestenaar                               | Oegstgeests, Oegstgeester          |                                                                      |
| Oirschot                   | Orskot                                      | Oirschottenaar                                | Oirschots                          | Tevens gemeente                                                      |
| Oisterwijk                 |                                             | Oisterwijker                                  | Oisterwijks                        |                                                                      |
| Oldebroek                  |                                             | Oldebroeker                                   | Oldebroeks                         |                                                                      |
| Oldenzaal                  |                                             | Oldenzaler                                    | Oldenzaals                         |                                                                      |
| De Ommelanden              |                                             | Ommelander                                    | Ommelands, Ommelander              | Landstreek in Groningen                                              |
| Ommen                      |                                             | Ommenaar, Ommer                               | Ommens, Ommer                      |                                                                      |
| Onstwedde                  |                                             | Onstwedder                                    | Onstweds, Onstwedder               |                                                                      |
| Oostburg                   |                                             | Oostburgenaar, Oostburger                     | Oostburgs                          |                                                                      |
| Oosterhout                 |                                             | Oosterhouter                                  | Oosterhouts                        |                                                                      |
| Opmeer                     |                                             | Opmeerder                                     | Opmeers, Opmeerder                 | Tevens gemeente                                                      |
| Oss                        |                                             | Ossenaar                                      | Oss                                |                                                                      |
| Oud-Beijerland             |                                             | Oud-Beijerlander                              | Oud-Beijerlands                    |                                                                      |
| Oudenbosch                 |                                             | Oudenbosschenaar                              | Oudenbosch, Oudenbossche           |                                                                      |
| Overflakkee                |                                             | Overflakeeër, Flakkeeënaar                    | Overflakkees                       | Gebied in Zeeland                                                    |
| Papendrecht                |                                             | Papendrechter                                 | Papendrechts, Papendrechter        |                                                                      |
| De Peel                    |                                             | Pelenaar                                      | Peels                              | Veengebied in Noord-Brabant en Limburg                               |
| Pijnacker                  |                                             | Pijnackeraar, Pijnackenaar                    | Pijnackers                         |                                                                      |
| Poortugaal                 |                                             | Poortugaler                                   | Poortugaals                        | Dorp in de gemeente Albrandswaard                                    |
| Purmerend                  |                                             | Purmerender                                   | Purmerends, Purmerender            |                                                                      |
| Putten                     |                                             | Puttenaar                                     | Puttens                            |                                                                      |
| Raalte                     |                                             | Raaltenaar, Raalter                           | Raalts, Raalter                    |                                                                      |
| Raamsdonk                  |                                             | Raamsdonkenaar                                | Raamsdonks                         |                                                                      |
| Raamsdonksveer             |                                             | Raamsdonksveerder                             | Raamsdonksveers(e)                 |                                                                      |
| Renkum                     |                                             | Renkumer                                      | Renkums, Renkumer                  |                                                                      |
| Rheden                     |                                             | Rhedenaar                                     | Rhedens                            |                                                                      |
| Rhenen                     |                                             | Rhenenaar                                     | Rhenens                            |                                                                      |
| Ridderkerk                 |                                             | Ridderkerker                                  | Ridderkerks                        |                                                                      |
| Rijnsburg                  |                                             | Rijnsburger                                   | Rijnsburgs                         | Woonkern in de gemeente Katwijk                                      |
| Rijssen                    |                                             | Rijssenaar, Rijssender                        | Rijssens                           |                                                                      |
| Rijswijk                   |                                             | Rijswijker                                    | Rijswijks                          |                                                                      |
| Roden                      |                                             | Rodener                                       | Rodens, Roder                      |                                                                      |
| Roermond                   |                                             | Roermondenaar                                 | Roermonds, Roermonder              |                                                                      |
| Roosendaal                 |                                             | Roosendaler, Roosendaalder                    | Roosendaals                        |                                                                      |
| Rosmalen                   |                                             | Rosmalenaar                                   | Rosmalens                          |                                                                      |
| Rotterdam                  | 010, Rotjeknor                              | Rotterdammer                                  | Rotterdams, Rotterdammer           |                                                                      |
| Rozenburg                  |                                             | Rozenburger                                   | Rozenburgs                         |                                                                      |
| Rucphen                    |                                             | Rucphenaar                                    | Rucphens                           |                                                                      |
| Sappemeer                  |                                             | Sappemeerder                                  | Sappemeers, Sappemeerder           |                                                                      |
| Sassenheim                 |                                             | Sassenheimer                                  | Sassenheims                        |                                                                      |
| Schaesberg                 |                                             | Schaesberger                                  | Schaesbergs                        | Plaats in de gemeente Landgraaf                                      |
| Schagen                    |                                             | Schagenaar, Schager                           | Schagens, Schager                  |                                                                      |
| Schiedam                   |                                             | Schiedammer                                   | Schiedams, Schiedammer             |                                                                      |
| Schiermonnikoog            | Skiermûntseach, Schiermonnikeig, Lytje Pole | Schiermonnikoger                              | Schiermonnikoogs, Schiermonnikoger | Fries waddeneiland                                                   |
| Schijndel                  |                                             | Schijndelaar                                  | Schijndels                         | Tevens gemeente                                                      |
| Schoonhoven                |                                             | Schoonhovenaar                                | Schoonhovens                       |                                                                      |
| Schoten (Nederland)        |                                             | Schotenaar                                    | Schotens                           |                                                                      |
| Schouwen                   |                                             | Schouwenaar                                   | Schouws                            | Deel van Zeeland                                                     |
| Sint-Michielsgestel        |                                             |                                               | Sint-Michielsgestels               | Tevens gemeente                                                      |
| Sint-Oedenrode             |                                             | Sint-Oedenrodenaar                            | Sint-Oedenroods                    |                                                                      |
| Sittard                    |                                             | Sittarnaar, Sittardenaar, Sittarder           | Sittards, Sittarder                |                                                                      |
| Sliedrecht                 |                                             | Sliedrechtenaar, Sliedrechter                 | Sliedrechts                        |                                                                      |
| Slochteren                 |                                             | Slochtenaar                                   | Slochters                          |                                                                      |
| Sneek                      | Snits                                       | Sneker                                        | Sneeks, Sneker                     | (Friesland)                                                          |
| Soest                      |                                             | Soestenaar, Soesder                           | Soests, Soester                    |                                                                      |
| Spijkenisse                |                                             | Spijkenissenaar                               | Spijkenisses                       |                                                                      |
| Staphorst                  |                                             | Staphorstenaar, Staphorster                   | Staphorster                        |                                                                      |
| Steenbergen                |                                             | Steenbergenaar                                | Steenbergs                         |                                                                      |
| Steenwijk                  |                                             | Steenwijker                                   | Steenwijks, Steenwijker            |                                                                      |
| Stein (Limburg)            |                                             | Steindenaar, Steinder                         | Steins, Steiner                    | Tevens gemeente                                                      |
| Stellingwerf               |                                             | Stellingwerver                                | Stellingswerfs                     |                                                                      |
| Susteren                   |                                             | Susterenaar                                   | Susterens                          |                                                                      |
| Tegelen                    |                                             | Tegelaar                                      | Tegels, Tegeler                    | Stadsdeel van gemeente Venlo                                         |
| Terneuzen                  |                                             | Terneuzenaar                                  | Terneus                            |                                                                      |
| Terschelling               | Skylge                                      | Terschellinger                                | Terschellings, Terschellinger      | (Fries) waddeneiland                                                 |
| Texel                      | Tessel                                      | Tesselaar, Texelaar                           | Tessels, Texels                    | Noord-Hollands waddeneiland                                          |
| Tholen                     |                                             | Tholenaar                                     | Thools                             | Tevens gemeente in een eiland van Zeeland                            |
| Tiel                       |                                             | Tielenaar                                     | Tiels, Tieler                      |                                                                      |
| Tilburg                    | 013                                         | Tilburger                                     | Tilburgs, Tilburger                |                                                                      |
| Tubbergen                  |                                             | Tubbergenaar, Tubberger                       | Tubbergs                           | Tevens gemeente                                                      |
| Twente                     |                                             | Twent, Twentenaar, Tukker                     | Twents                             | Landstreek in het oostelijk deel van Overijssel                      |
| Ubbergen                   |                                             | Ubberger                                      | Ubbergs                            | Plaats in de gemeente Berg en Dal                                    |
| Uden                       |                                             | Udenaar                                       | Udens                              |                                                                      |
| Uithoorn                   |                                             | Uithoornaar, Uithorenaar                      | Uithoorns                          |                                                                      |
| Urk                        |                                             | Urker                                         | Urks, Urker                        | Voormalig eiland                                                     |
| Utrecht                    | 030, Domstad, Muntstad                      | Utrechtenaar, Utrechter                       | Utrechts, Utrechter                |                                                                      |
| Vaals                      |                                             | Vaalzer                                       | Vaals, Vaalzer                     |                                                                      |
| Valburg                    |                                             | Valburger                                     | Valburgs                           | Dorp in de gemeente Overbetuwe                                       |
| Valkenburg                 |                                             | Valkenburger                                  | Valkenburgs, Valkenburger          |                                                                      |
| Valkenswaard               |                                             | Valkenswaarder                                | Valkenswaards                      |                                                                      |
| Veendam                    |                                             | Veendammer                                    | Veendams, Veendammer               |                                                                      |
| Veenendaal                 |                                             | Veenendaler                                   | Veenendaals                        |                                                                      |
| Veghel                     |                                             | Veghelaar                                     | Veghels                            |                                                                      |
| Veldhoven                  |                                             | Veldhovenaar                                  | Veldhovens                         |                                                                      |
| Velsen                     |                                             | Velsenaar                                     | Velsens, Velser                    |                                                                      |
| De Veluwe                  |                                             | Veluwenaar                                    | Veluws, Veluwer                    | Landstreek in Gelderland                                             |
| Venlo                      |                                             | Venloër, Venlonaar, Venloënaar                | Venloos                            |                                                                      |
| Venray                     |                                             | Venrayenaar, Venrayer                         | Venrays, Venrayer                  |                                                                      |
| Vianen                     |                                             | Vianer, Vianees                               | Vianens                            |                                                                      |
| Vlaardingen                |                                             | Vlaardinger                                   | Vlaardings, Vlaardinger            |                                                                      |
| Vlagtwedde                 |                                             | Vlagtwedder                                   | Vlagtweds, Vlagtwedder             | Tevens gemeente                                                      |
| Vlieland                   | Flylân                                      | Vlielander                                    | Vlielands                          | Fries waddeneiland                                                   |
| Vlijmen                    |                                             | Vlijmenaar                                    | Vlijmens                           | Dorp in de gemeente Heusden                                          |
| Vlissingen                 |                                             | Vlissinger                                    | Vlissings, Vlissinger              |                                                                      |
| Voerendaal                 |                                             | Voerendaler                                   | Voerendaals                        | Tevens gemeente                                                      |
| Volendam                   |                                             | Volendammer                                   | Volendams, Volendammer             |                                                                      |
| Voorburg                   |                                             | Voorburger                                    | Voorburgs                          |                                                                      |
| Voorschoten                |                                             | Voorschotenaar                                | Voorschotens                       |                                                                      |
| Voorst                     |                                             | Voorstenaar                                   | Voorsts, Voorster                  | Tevens gemeente                                                      |
| Vriezenveen                |                                             | Vriezenvener                                  | Vriezenveens                       |                                                                      |
| Vught                      |                                             | Vughtenaar                                    | Vughts                             |                                                                      |
| Waalre (gemeente)          |                                             | Waalrenaar                                    | Waalres                            | Zie ook: Waalre-dorp                                                 |
| Waalwijk                   |                                             | Waalwijker                                    | Waalwijks                          |                                                                      |
| De Waddeneilanden          |                                             | Waddeneilander                                | Waddeneilands                      | Eilandengroep                                                        |
| Waddinxveen                |                                             | Waddinxvener                                  | Waddinxveens                       |                                                                      |
| Wageningen                 |                                             | Wageninger                                    | Wagenings, Wageninger              |                                                                      |
| Walcheren                  |                                             | Walcherenaar                                  | Walchers                           | Landstreek en een schiereiland in Zeeland                            |
| Wassenaar                  |                                             | Wassenaarder                                  | Wassenaars                         |                                                                      |
| Wateringen                 |                                             | Wateringer                                    | Waterings                          | Plaats in de gemeente Westland                                       |
| Waterland                  |                                             | Waterlander                                   | Waterlands                         | Gemeente en landstreek in Noord-Holland                              |
| Weert                      |                                             | Weertenaar, Weerter                           | Weerts, Weerter                    |                                                                      |
| Weesp                      |                                             | Weesper                                       | Weesps, Weesper                    |                                                                      |
| Werkendam                  |                                             | Werkendammer                                  | Werkendams                         |                                                                      |
| Westhoek                   |                                             | Westhoekenaar                                 | Westhoeks                          | Dorp in de gemeente Het Bildt                                        |
| Westland                   | Het Westland                                | Westlander                                    | Westlands                          | Naast een gemeente ook een landstreek in Zuid-Holland                |
| Wierden                    |                                             | Wierdenaar                                    | Wierdens, Wierder                  |                                                                      |
| Wieringen                  |                                             | Wieringer                                     | Wierings, Wieringer                |                                                                      |
| De Wieringermeer           |                                             | Wieringermeerder                              | Wieringermeers                     | Landstreek                                                           |
| Wijchen                    |                                             | Wijchenaar                                    | Wijchens                           | Uitspraak: "Wiechen"                                                 |
| Wijk bij Duurstede         |                                             | Wijkenaar                                     | Wijks                              |                                                                      |
| Winschoten                 |                                             | Winschotenaar, Winschoter                     | Winschotens, Winschoter            |                                                                      |
| Winterswijk                |                                             | Winterswijker                                 | Winterswijks                       |                                                                      |
| Woerden                    |                                             | Woerdenaar                                    | Woerdens                           |                                                                      |
| Wormer                     |                                             | Wormer                                        | Wormers                            |                                                                      |
| Wormerveer                 |                                             | Wormerveerder                                 | Wormerveers, Wormerveerder         |                                                                      |
| Woudrichem                 |                                             | Woudrichemmer                                 | Woudrichems                        |                                                                      |
| Zaandam                    |                                             | Zaandammer                                    | Zaandams, Zaandammer               |                                                                      |
| Zaandijk                   |                                             | Zaandijker                                    | Zaandijks, Zaandijker              | Dorp in de gemeente Zaanstad                                         |
| De Zaanstreek              |                                             | Zaankanter                                    | Zaans                              | Landstreek in Noord-Holland                                          |
| Zaanstad                   |                                             | Zaanstedeling, Zaankanter                     | Zaans                              | Gemeente                                                             |
| Zandvoort                  |                                             | Zandvoorter                                   | Zandvoorts                         |                                                                      |
| Zeist                      |                                             | Zeistenaar                                    | Zeists, Zeister                    |                                                                      |
| Zevenaar                   |                                             | Zevenaarder                                   | Zevenaars                          |                                                                      |
| Zevenbergen                |                                             | Zevenbergenaar, Zevenberger                   | Zevenbergens, Zevenbergs           |                                                                      |
| Zoetermeer                 |                                             | Zoetermeerder                                 | Zoetermeers                        |                                                                      |
| Zuid-Beveland              |                                             | Zuid-Bevelander                               | Zuid-Bevelands, Zuid-Bevelander    | Landstreek en schiereiland in Zeeland                                |
| Zundert                    |                                             | Zundertenaar, Zundernaar                      | Zunderts                           | Tevens gemeente                                                      |
| Zutphen                    |                                             | Zutphenaar                                    | Zutphens                           |                                                                      |
| Zwijndrecht                |                                             | Zwijndrechtenaar                              | Zwijndrechts                       |                                                                      |
| Zwolle                     |                                             | Zwollenaar                                    | Zwols, Zwoller                     |                                                                      |